# Pengarna på bordet
Pengarna på bordet, från och med hösten 2013 istället Miljonlotteriets Pengarna på bordet!, var ett svenskt underhållningsprogram på TV4 som hade premiär 3 oktober 2011. Programledare för de två första säsongerna var Peter Jihde. Det bygger på TV-programmet The Million Pound Drop som startades i Storbritannien år 2010 och som har exporterats till trettio länder, däribland Sverige.
Från och med 1 oktober 2013 sändes programmet i samarbete med Miljonlotteriet och med nytt namn; Miljonlotteriets Pengarna på bordet! och Paolo Roberto som ny programledare.

## Spelregler
I varje omgång deltar ett par som tillsammans ska svara på upp till åtta frågor. Spelarna börjar med maximala 2 miljoner kronor och måste satsa pengarna på ett eller flera av de fyra svarsalternativen. I programmet används riktiga pengar som spelmarker, därav namnet.
Pengarna består av 40 buntar med kontanter, varje innehållande 50 000 kronor. Spelarna får först välja mellan två kategorier och då frågan ställs har de 60 sekunder på sig att bestämma hur mycket de vill satsa på varje svarsalternativ. De kan välja att sprida ut pengarna på flera svarsalternativ eller satsa allt på samma ("all in"). Spelarna måste alltid lämna ett svarsalternativt tomt.
Pengar som satsas på felaktiga svarsalternativ går förlorade, men spelet fortsätter så länge som deltagarna har minst en sedelbunt (50 000 kronor) kvar att spela med.
Från fråga fem minskas antal möjliga svarsalternativ från fyra till tre. Inför sista frågan finns det bara två svarsalternativ.

## Övrigt
Det högsta någon har vunnit innan säsong två startade var 700 000 kr.
Under säsong två kunde även tittarna vinna priser genom att i realtid besvara samma frågor via en webbläsare, Iphone eller Ipad.